# Jordy Monroy
Jordy João Monroy Ararat (armenio: Ժորդի Ժոաո Մոնրոյ Արարատ; Bogotá, Colombia, 3 de enero de 1996) es un futbolista colombo-armenio. Juega como defensa y actualmente milita en el Deportivo Pereira de la Categoría Primera A colombiana. Es internacional con la Selección de fútbol de Armenia.
Paralelamente en sus inicios como jugador profesional, tramito su nacionalidad Armenia, ya que su abuelo es oriundo de ese país. Al poco tiempo fue contactado para representar a Armenia en la Eurocopa.

## Trayectoria

### Santa Fe
En 2015 debuta con el equipo de su ciudad natal, y del cual es hincha Independiente Santa Fe, en su primer año como profesional quedó campeón de la Copa Sudamericana 2015, a pesar de no jugar en la copa internacional tuvo varios partidos en la liga local, donde demostró sus condiciones, teniendo buenos partidos. Para el año 2016, Monroy es tenido en cuenta por el técnico Gerardo Pelusso. Tras la renuncia de Pelusso y la contratación del colombiano
Alexis García, Jordy pierde protagonismo con el equipo profesional, por lo que se ve relegado a jugar solamente con el equipo sub-20 de Santa Fe. Pero cuando García es cesado del cargo y en su reemplazo llega el profesor Gustavo Costas, que le vuelve a dar la chance de entrenar con la nómina profesional.

### Angers
A inicios de 2017 llega al Angers de la Ligue 1 en condición de préstamo. Sin embargo, no tendría oportunidades en el primer equipo y nunca llegaría a debutar.

### Boyacá Chicó
Para la temporada 2017 de la Primera B el jugador Jordy Monroy es contratado por Eduardo Pimentel para militar con el Boyacá Chicó, dónde ha realizado excelente aporte al equipo, consiguiendo así el cupo a la Final Apertura de la Primera B 2017, y por ende, obtener el título que clasificó a la Gran Final del Año de la Primera B, donde también hizo historia, que logró ascender al equipo nuevamente a la Liga Águila para la temporada 2018 del Fútbol Profesional Colombiano, sin embargo, luego de descender el Boyacá Chicó nuevamente a la Primera B para la temporada 2019, Eduardo Pimentel confirmó que Jordy Monroy continuará en el Ajedrezado, y más adelante se definirá el destino de Monroy para el futuro.

## Selección nacional
Al no ser tomado en cuenta por la selección de Colombia, Jordy aceptó la llamada de la selección de fútbol de Armenia, convirtiéndose así en internacional armenio. Siendo el segundo colombiano en representar a este combinado nacional tras Wbeymar Angulo.
Jugó por primera vez con Armenia entre abril y junio de 2018 en fecha FIFA enfrentando a los combinados de Moldavia y Malta.
En septiembre de 2019 volvió a ser convocado para la clasificación para la Eurocopa 2020, en los encuentros ante Finlandia y Liechtenstein. Aunque no sumaría minutos en ningún partido.

## Estadísticas

### Clubes
Actualizado al último partido disputado el 25 de mayo de 2025.
| Club | Div.          | Temporada     | Liga  | Liga  | Liga  | Copas nacionales (1) | Copas nacionales (1) | Copas nacionales (1) | Copas internacionales (2) | Copas internacionales (2) | Copas internacionales (2) | Total | Total | Total |
| Club | Div.          | Temporada     | Part. | Goles | Asis. | Part.                | Goles                | Asis.                | Part.                     | Goles                     | Asis.                     | Part. | Goles | Asis. |
| --- | ------------- | ------------- | ----- | ----- | ----- | -------------------- | -------------------- | -------------------- | ------------------------- | ------------------------- | ------------------------- | ----- | ----- | ----- |
| Santa Fe Colombia | 1.ª           | 2015          | 6     | 0     | 0     | —                    | —                    | —                    | —                         | —                         | —                         | 6     | 0     | 0     |
| Santa Fe Colombia | 1.ª           | 2016          | 1     | 0     | 0     | 1                    | 0                    | 0                    | —                         | —                         | —                         | 2     | 0     | 0     |
| Santa Fe Colombia | 1.ª           | 2024          | 23    | 0     | 1     | 1                    | 0                    | 0                    | —                         | —                         | —                         | 24    | 0     | 1     |
| Santa Fe Colombia | 1.ª           | 2025          | 11    | 0     | 1     | —                    | —                    | —                    | —                         | —                         | —                         | 11    | 0     | 1     |
| Santa Fe Colombia | Total club    | Total club    | 41    | 0     | 2     | 2                    | 0                    | 0                    | —                         | —                         | —                         | 43    | 0     | 2     |
| Angers Francia | 1.ª           | 2016-17       | —     | —     | —     | —                    | —                    | —                    | —                         | —                         | —                         | 0     | 0     | 0     |
| Angers Francia | Total club    | Total club    | —     | —     | —     | —                    | —                    | —                    | —                         | —                         | —                         | 0     | 0     | 0     |
| Boyacá Chicó Colombia | 2.ª           | 2017          | 16    | 0     | 0     | —                    | —                    | —                    | —                         | —                         | —                         | 16    | 0     | 0     |
| Boyacá Chicó Colombia | 1.ª           | 2018          | 28    | 0     | 1     | 2                    | 0                    | 0                    | —                         | —                         | —                         | 30    | 0     | 1     |
| Boyacá Chicó Colombia | 2.ª           | 2019          | 38    | 2     | 0     | 4                    | 0                    | 0                    | —                         | —                         | —                         | 42    | 2     | 0     |
| Boyacá Chicó Colombia | 1.ª           | 2020          | 7     | 0     | 0     | —                    | —                    | —                    | —                         | —                         | —                         | 7     | 0     | 0     |
| Boyacá Chicó Colombia | Total club    | Total club    | 89    | 2     | 1     | 6                    | 0                    | 0                    | —                         | —                         | —                         | 95    | 2     | 1     |
| Noah Armenia | 1.ª           | 2020-21       | 23    | 1     | 0     | 5                    | 0                    | 0                    | —                         | —                         | —                         | 28    | 1     | 0     |
| Noah Armenia | 1.ª           | 2021-22       | 30    | 0     | 0     | 1                    | 0                    | 0                    | 2                         | 0                         | 0                         | 33    | 0     | 0     |
| Noah Armenia | Total club    | Total club    | 53    | 1     | 0     | 6                    | 0                    | 0                    | 2                         | 0                         | 0                         | 61    | 1     | 0     |
| Independiente Medellín Colombia | 1.ª           | 2022          | 15    | 0     | 1     | 3                    | 0                    | 0                    | —                         | —                         | —                         | 18    | 0     | 1     |
| Independiente Medellín Colombia | 1.ª           | 2023          | 17    | 0     | 1     | —                    | —                    | —                    | 9                         | 1                         | 0                         | 26    | 1     | 1     |
| Independiente Medellín Colombia | Total club    | Total club    | 32    | 0     | 2     | 3                    | 0                    | 0                    | 9                         | 1                         | 0                         | 44    | 1     | 2     |
| Deportivo Pereira Colombia | 1.ª           | 2023          | 17    | 0     | 0     | 5                    | 0                    | 0                    | 3                         | 0                         | 0                         | 25    | 0     | 0     |
| Deportivo Pereira Colombia | 1.ª           | 2024          | 19    | 0     | 1     | 2                    | 0                    | 0                    | —                         | —                         | —                         | 21    | 0     | 1     |
| Deportivo Pereira Colombia | Total club    | Total club    | 36    | 0     | 1     | 7                    | 0                    | 0                    | 3                         | 0                         | 0                         | 46    | 0     | 1     |
| Total carrera | Total carrera | Total carrera | 251   | 3     | 6     | 24                   | 0                    | 0                    | 14                        | 1                         | 0                         | 289   | 4     | 6     |
| (1) Incluye datos de Copa Colombia (2016-Act), Supercopa de Armenia (2020) y Copa de Armenia (2020/21 y 2021/22).(2) Incluye datos de la Copa Libertadores (2023), Conference League (2021/22). |               |               |       |       |       |                      |                      |                      |                           |                           |                           |       |       |       |

## Palmarés

### Campeonatos nacionales
| Título               | Club         | País     | Año  |
| -------------------- | ------------ | -------- | ---- |
| Torneo Finalización  | Santa Fe     | Colombia | 2016 |
| Primera B            | Boyacá Chicó | Colombia | 2017 |
| Supercopa de Armenia | Noah         | Armenia  | 2020 |
| Torneo Apertura      | Santa Fe     | Colombia | 2025 |

### Copas internacionales
| Título            | Club     | Sede    | Año  |
| ----------------- | -------- | ------- | ---- |
| Copa Sudamericana | Santa Fe | Bogotá  | 2015 |
| Copa Suruga Bank  | Santa Fe | Kashima | 2016 |